# Équipe de Colombie masculine de volley-ball
Cet article traite de l'équipe masculine. Pour l'équipe féminine, voir Équipe de Colombie féminine de volley-ball.
L'équipe de Colombie de volley-ball est composée des meilleurs joueurs colombiens sélectionnés par la Fédération Colombienne de Volleyball (Federación Colombiana de Voleibol, FCV). Elle est actuellement classée au 27e rang de la FIVB au 4 janvier 2012.

## Sélection actuelle
Sélection pour les Qualifications aux championnats du Monde de 2010.

Entraîneur :  Cristian Cruz ; entraîneur-adjoint :  Jaime Gamarra

## Palmarès et parcours

### Palmarès
- Championnat d'Amérique du Sud
  - Quatrième : 2001, 2005, 2009, 2011

### Parcours

#### Jeux Panaméricains
| - 1955 : non participant - 1959 : non participant - 1963 : non participant - 1967 : non participant - 1971 : 10e - 1975 : non participant - 1979 : non participant - 1983 : non participant - 1987 : non participant - 1991 : non participant | - 1995 : non participant - 1999 : 6e - 2003 : non participant - 2007 : non participant - 2011 : non participant |

#### Coupe Pan-Américaines
| - 2006 : non participant - 2007 : non participant - 2008 : non participant - 2009 : non participant - 2010 : 8e - 2011 : non participant |

#### Championnat d'Amérique du Sud
| - 1951 : non participant - 1956 : non participant - 1958 : non participant - 1961 : non participant - 1962 : non participant - 1964 : non participant - 1967 : non participant - 1969 : 6e - 1971 : 5e - 1973 : 5e | - 1975 : 7e - 1977 : non participant - 1979 : non participant - 1981 : non participant - 1983 : 5e - 1985 : non participant - 1987 : non participant - 1989 : non participant - 1991 : non participant - 1993 : non participant | - 1995 : non participant - 1997 : non participant - 1999 : non participant - 2001 : 4e - 2003 : non participant - 2005 : 4e - 2007 : 6e - 2009 : 4e - 2011 : 4e |

#### Jeux d'Amérique centrale et des Caraïbes
| - 1930 : ? - 1935 : ? - 1946 : ? - 1950 : ? - 1954 : ? - 1959 : ? - 1962 : ? - 1966 : ? - 1970 : ? - 1974 : ? | - 1978 : ? - 1982 : ? - 1986 : ? - 1990 : ? - 1993 : ? - 1998 : ? - 2002 : Non qualifié - 2006 : 6e - 2010 : non participant |

## Joueurs majeurs
- Andres Felipe Piza Hernandez
- Carlos Olivier Gonzalez Echeverri